# Битсуи, Джеремайя
Джеремайя Битсуи (род. 1979/80) — американский актёр, наиболее известный по роли Виктора в сериалах AMC «Во все тяжкие» и «Лучше звоните Солу».

## Биография
Битсуи родился в Чинле, штат Аризона. Он произошёл от индейцев навахо и омаха, и жил в резервации коренных американцев Навахо до десяти лет. Позже он переехал в Альбукерке, штат Нью-Мексико где окончил среднюю школу Альбукерке.
В дальнейшем у Битсуи появилась дочь. Она является соучредителем Youth Impacting Youth (Программы наставничества, которая связывает студентов колледжа с молодыми людьми, которые подверглись домашнему насилию).

## Карьера
Битсуи начал свою карьеру в возрасте пяти лет в роли Микки в японском фильме «Дом Микки». Потом он также появился в фильме 1994 года под названием «Прирождённые убийцы» и в фильме 2005 года «Тысяча дорог», который был официально отобран на фестиваль «Сандэнс». Потом известность ему принесла роль Орла Парящего в видеоигре 2018 года Red Dead Redemption 2 и телесериалах «Босх» и «Йеллоустоун».

## Фильмография
| Год  | Название                 | Оригинальное название | Роль                 |
| ---- | ------------------------ | --------------------- | -------------------- |
| 1994 | «Прирождённые убийцы»    |                       | Индийский мальчик    |
| 2005 | «Тысяча дорог»           |                       | Джонни Чи            |
| 2005 | «Лорды Догтауна»         |                       | Чоло                 |
| 2006 | «Флаги наших отцов»      |                       | Индиец               |
| 2009 | «Высшее общество: Котёл» |                       | Якоб                 |
| 2009 | «Братья»                 |                       | Коп                  |
| 2010 | «Сухая земля»            |                       | Луис                 |
| 2011 | «Воссоединение»          |                       | Мексиканский капитан |
| 2013 | «Выжги себя»             |                       | Исайя                |
| 2014 | «После падения»          |                       | —                    |
| 2014 | «Лучшее в Drunktown»     |                       | —                    |
| 2021 | «Совет по пицце»         |                       | Офицер Форд          |
| 2022 | «Эвакуаторщик»           |                       | Мэтт                 |
| 2023 | «Жареное лицо и я»       |                       | Дядя Роджер          |

### Телевидение
| Год         | Название               | Оригинальное название | Роль                     |
| ----------- | ---------------------- | --------------------- | ------------------------ |
| 2005        | «На Запад»             |                       | Сержант Красный Томагавк |
| 2005        | «Лесной пожар»         |                       | Рики Санчес              |
| 2008        | «На виду»              |                       | Алекс                    |
| 2009 — 2011 | «Во все тяжкие»        |                       | Виктор                   |
| 2011        | «CSI: Майами»          |                       | Луис Тафойя              |
| 2011        | «На виду»              |                       | Гангстер                 |
| 2014        | «Ночная смена»         |                       | Сержант Мартин/Солдат    |
| 2014        | «Лонгмайр»             |                       | Чак                      |
| 2015        | «Жизнь»                |                       | Метт Галлеки             |
| 2017 — 2022 | «Лучше звоните Солу»   |                       | Виктор                   |
| 2018        | «Йеллоустоун»          |                       | Роберт Лонг              |
| 2018        | «Ловец снов биографии» |                       | Джеремайя Битсуи         |
| 2019 — 2020 | «Бош»                  |                       | Офицер Билли Харджо      |
| 2022        | «Тёмные ветра»         |                       | Хоски                    |
| 2024        | «Полиция Чикаго»       |                       | Гектор Лосано            |

### Видеоигры
| Год  | Название              | Голосовая роль |
| ---- | --------------------- | -------------- |
| 2018 | Red Dead Искупление 2 | Орёл летит     |